# Netochka Nezvanova
Netochka Nezvanova (no original russo: Неточка Незванова) é o primeiro romance, embora inacabado, do escritor russo Fiódor Dostoiévski. O romance, que foi iniciado em 1842, teve sua primeira seção publicada em 1849 e foi interrompido pela prisão do autor em 23 de abril de 1849, sendo retomado apenas em 1860. Dostoievski abandona o livro em 1866, quando a personagem Netochka atinge a fase adulta.
Netochka Nezvanova é um romance único dentro da obra de Dostoiévski e inovador em sua época por prenunciar algumas descobertas da psicanálise. Como observou André Gide, o autor russo buscava mostrar a “gênese dos sentimentos” no momento da eclosão de seus aspectos mais contraditórios. 
O projeto inicial de Dostoiévski era escrever um grande romance que descrevesse a evolução de uma personagem desde a infância até a maturidade. Netochka representa o drama ético da adolescência: a ambiguidade de sentimentos em relação aos pais, o desamparo, as escolhas afetivas que definirão seu destino e a sublimação dos desejos impossíveis.Ela era uma garota muito inteligente e sagaz

## Edição portuguesa
- Netotchka, Guimarães Editores (coleção "os livros imortais"), Lisboa. Tradução de Henrique Marques Junior.